# Леонард, Кавай
Кавай Энтони Леонард (англ. Kawhi Anthony Leonard ; род. 29 июня 1991 года, Риверсайд, Калифорния, США) — американский профессиональный баскетболист, выступающий за команду НБА «Лос-Анджелес Клипперс». Играет на позиции лёгкого форварда.

## Студенческая карьера
Кавай Леонард окончил общественную школу Мартина Лютера Кинга в городе Риверсайд, штат Калифорния. Затем поступил в Университет штата Калифорния в Сан-Диего, где играл два сезона за баскетбольную команду «Сан-Диего Стэйт Ацтекс».
В сезоне 2009/2010 он сыграл 34 матча. В них Леонард проводил в среднем на площадке 31,3 минуты, набирал в среднем 12,7 очков, делал в среднем 9,9 подборов, а также в среднем 1,4 перехвата и 0,7 блок-шота, допускал 2,3 потери, отдавал в среднем 1,9 передачи.
В сезоне 2010/2011 он сыграл 36 матчей. В них Леонард проводил в среднем на площадке 32,6 минуты, набирал в среднем 15,5 очков, делал в среднем 10,6 подборов, а также в среднем 1,4 перехвата и 0,6 блок-шота, допускал 2,1 потери, отдавал в среднем 2,5 передачи.

## Карьера в НБА
Кавай Леонард был выбран под 15-м номером на драфте НБА 2011 года «Индиана Пэйсерс». В результате обмена Джорджа Хилла в «Индиану» перешёл в «Сан-Антонио Спёрс» вместе с Дависом Бертансом. Кроме того, «Спёрс» получили права на Эразема Лорбека.
В начале января, после того как стартовый атакующий защитник Ману Джинобили сломал руку, главный тренер «Спёрс» Грегг Попович перевёл Леонарда в стартовый состав. По итогам первой половины сезона Кавай вместе со своим товарищем по команде Тьяго Сплиттером был выбран для участия в матче новичков НБА и включён в команду Чака. Но из-за растяжения икроножной мышцы он не смог принять участие в мероприятии. После того как Ричард Джефферсон был обменян в «Голден Стэйт Уорриорз» на Стивена Джексона, Леонард получил место в стартовом составе, заняв позицию лёгкого форварда. По итогам первого сезона Леонард занял четвёртое место в голосовании за титул новичка года НБА, набрав 47 очков, а также был включён в первую команду новичков НБА.
В межсезонье Леонард был выбран для участия в USA Men’s Select Team, в которую также пригласили Кайри Ирвинга, Джона Уолла, Пола Джорджа и других. Его команда тренировалась с мужской сборной США по баскетболу, которая на летних Олимпийских играх 2012 года завоевала золотые медали.
26 октября 2012 года «Спёрс» переподписали Леонарда до конца сезона 2013/14. В начале сезона Кавай травмировал ногу и был вынужден пропустить месяц. 11 февраля 2013 года Леонард набрал рекордное для себя количество очков — 26. Он был выбран, как второгодка, для участия в матче новичков и вновь попал в команду Чака. В победной для его команды игре он набрал 20 очков и сделал 7 подборов.
В 2019 году Леонард подписал контракт с «Лос-Анджелес Клипперс». 24 июля 2019 года Кавай был признан лучшим игроком НБА в сезоне 2018/2019 по версии ESPN.
20 января 2025 года в матче против «Лос-Анджелес Лейкерс» Кавай Леонард превысил отметку в 14000 набранных очков в регулярных сезонах НБА.
28 марта 2025 года в матче против «Бруклин Нетс» Кавай Леонард набрал 31 очко, а также 6 подборов, 2 передачи, 4 перехвата и 2 блок-шота. 13 апреля Леонард набрал 33 очка, а также шесть подборов, семь передач и три перехвата в последнем матче регулярного сезона в победе над «Голден Стэйт Уорриорз» и помог занять клубу пятое место в Западной конференции. Во второй игре серии первого раунда против «Денвер Наггетс» Леонард набрал 39 очков. В итоге «Клипперс» проиграли в серии «Наггетс» и выбыли из плей-офф, уступив в седьмой игре.

## Первое чемпионство (2013—2014)
«Спёрс» взяли реванш у «Хит» за прошлогоднее поражение, победив со счётом 4-1.
Форвард «Сан-Антонио» Кавай Леонард был назван MVP финальной серии. 22-летний форвард команды получил приз из рук Билла Расселла.
Леонард — самый молодой обладатель награды со времен Тима Данкана (1999).
В последних трёх матчах Леонард набирал 29, 20 (+ 14 подборов) и 22 очка (+ 10 подборов).

## Личные рекорды и достижения
- Единственный легкий форвард в истории который выигрывал приз лучшего оборонительного игрока дважды.
- Один из трёх игроков в истории лиги, получивший приз Самого ценного игрока финала НБА с двумя разными командами.

## Статистика

### Статистика в НБА
| Сезон                                                                                    | Команда     | Регулярный сезон | Регулярный сезон | Регулярный сезон | Регулярный сезон | Регулярный сезон | Регулярный сезон | Регулярный сезон | Регулярный сезон | Регулярный сезон | Регулярный сезон | Регулярный сезон | Серия плей-офф | Серия плей-офф | Серия плей-офф | Серия плей-офф | Серия плей-офф | Серия плей-офф | Серия плей-офф | Серия плей-офф | Серия плей-офф | Серия плей-офф | Серия плей-офф |
| Сезон                                                                                    | Команда     | GP               | GS               | MPG              | FG%              | 3P%              | FT%              | RPG              | APG              | SPG              | BPG              | PPG              | GP             | GS             | MPG            | FG%            | 3P%            | FT%            | RPG            | APG            | SPG            | BPG            | PPG            |
| ---------------------------------------------------------------------------------------- | ----------- | ---------------- | ---------------- | ---------------- | ---------------- | ---------------- | ---------------- | ---------------- | ---------------- | ---------------- | ---------------- | ---------------- | -------------- | -------------- | -------------- | -------------- | -------------- | -------------- | -------------- | -------------- | -------------- | -------------- | -------------- |
| 2011/12                                                                                  | Сан-Антонио | 64               | 39               | 24,0             | 49,3             | 37,6             | 77,3             | 5,1              | 1,1              | 1,3              | 0,4              | 7,9              | 14             | 14             | 27,1           | 50,0           | 45,0           | 81,3           | 5,9            | 0,6            | 1,2            | 0,4            | 8,6            |
| 2012/13                                                                                  | Сан-Антонио | 58               | 57               | 31,2             | 49,4             | 37,4             | 82,5             | 6,0              | 1,6              | 1,7              | 0,6              | 11,9             | 21             | 21             | 36,9           | 54,5           | 39,0           | 63,3           | 9,0            | 1,0            | 1,8            | 0,5            | 13,5           |
| 2013/14                                                                                  | Сан-Антонио | 66               | 65               | 29,1             | 52,2             | 37,9             | 80,2             | 6,2              | 2,0              | 1,7              | 0,8              | 12,8             | 23             | 23             | 32,0           | 51,0           | 41,9           | 73,6           | 6,7            | 1,7            | 1,7            | 0,6            | 14,3           |
| 2014/15                                                                                  | Сан-Антонио | 64               | 64               | 31,8             | 47,9             | 34,9             | 80,2             | 7,2              | 2,5              | 2,3              | 0,8              | 16,5             | 7              | 7              | 35,8           | 47,7           | 42,3           | 77,1           | 7,4            | 2,6            | 1,1            | 0,6            | 20,3           |
| 2015/16                                                                                  | Сан-Антонио | 72               | 72               | 33,1             | 50,6             | 44,3             | 87,4             | 6,8              | 2,6              | 1,8              | 1,0              | 21,2             | 10             | 10             | 33,9           | 50,0           | 43,6           | 82,4           | 6,3            | 2,8            | 2,6            | 1,4            | 22,5           |
| 2016/17                                                                                  | Сан-Антонио | 74               | 74               | 33,4             | 48,5             | 38,0             | 88,0             | 5,8              | 3,5              | 1,8              | 0,7              | 25,5             | 12             | 12             | 35,8           | 52,5           | 45,5           | 93,1           | 7,8            | 4,6            | 1,7            | 0,5            | 27,7           |
| 2017/18                                                                                  | Сан-Антонио | 9                | 9                | 23,3             | 46,8             | 31,4             | 81,6             | 4,7              | 2,3              | 2,0              | 1,0              | 16,2             | Не участвовал  | Не участвовал  | Не участвовал  | Не участвовал  | Не участвовал  | Не участвовал  | Не участвовал  | Не участвовал  | Не участвовал  | Не участвовал  | Не участвовал  |
| 2018/19                                                                                  | Торонто     | 60               | 60               | 34,0             | 49,6             | 37,1             | 85,4             | 7,3              | 3,3              | 1,8              | 0,4              | 26,6             | 24             | 24             | 39,1           | 49,0           | 37,9           | 88,4           | 9,1            | 3,9            | 1,7            | 0,7            | 30,5           |
| 2019/20                                                                                  | Клипперс    | 57               | 57               | 32,4             | 47,0             | 37,8             | 88,6             | 7,1              | 4,9              | 1,8              | 0,6              | 27,1             | 13             | 13             | 39,3           | 48,9           | 32,9           | 86,2           | 9,3            | 5,5            | 2,3            | 0,8            | 28,2           |
| 2020/21                                                                                  | Клипперс    | 52               | 52               | 34,1             | 51,2             | 39,8             | 88,5             | 6,5              | 5,2              | 1,6              | 0,4              | 24,8             | 11             | 11             | 39,2           | 57,3           | 39,3           | 88,0           | 7,7            | 4,4            | 2,1            | 0,8            | 30,4           |
| 2022/23                                                                                  | Клипперс    | 52               | 50               | 33,6             | 51,2             | 41,6             | 87,1             | 6,5              | 3,9              | 1,4              | 0,5              | 23,8             | 2              | 2              | 40,2           | 54,5           | 60,0           | 88,2           | 6,5            | 6,0            | 2,0            | 0,5            | 34,5           |
| 2023/24                                                                                  | Клипперс    | 68               | 68               | 34,3             | 52,5             | 41,7             | 88,5             | 6,1              | 3,6              | 1,6              | 0,9              | 23,7             | 2              | 2              | 29,8           | 45,8           | 0,0            | 66,7           | 8,0            | 2,0            | 2,0            | 0,5            | 12,0           |
|                                                                                          | Всего       | 696              | 667              | 31,8             | 49,9             | 39,1             | 86,2             | 6,4              | 3,0              | 1,7              | 0,7              | 20,0             | 139            | 139            | 35,5           | 51,1           | 39,9           | 84,4           | 7,8            | 2,9            | 1,8            | 0,7            | 21,3           |
| Наведите курсор мыши на аббревиатуры в заголовке таблицы, чтобы прочесть их расшифровку. |             |                  |                  |                  |                  |                  |                  |                  |                  |                  |                  |                  |                |                |                |                |                |                |                |                |                |                |                |